# Darkwood
Darkwood — компьютерная игра в жанре симулятор выживания и survival horror, разработанная компанией Acid Wizard Studio. 24 июля 2014 года вышла в ранний доступ на Steam, релиз состоялся 18 августа 2017 года на платформах Windows, macOS, SteamOS и Ubuntu, позже вышли версии для PlayStation 4 (14 мая 2019 года) и Xbox One (16 мая, издателем выступила Crunching Koalas) и Nintendo Switch (17 мая). Действие игры происходит в 1987 году в загадочном тёмном лесу на территории Польской народной республики или неизвестной стране Советского блока, из которого и пытается выбраться главный герой.

## Игровой процесс
В игре есть полуоткрытый мир, в котором игрок открывает новые области по мере прохождения сюжетной линии. Он также имеет систему создания предметов, дневной и ночной цикл, торговлю, неигровых персонажей (NPC), систему навыков, скрытность и боевую механику, а также несколько ветвей сюжетной линии, которые влияют на отдельные аспекты игрового мира.
В дневное время игрок может исследовать мир и искать припасы в нескольких местах, разбросанных по каждому биому, а также заниматься ремонтом дверей и баррикад вокруг убежища и созданием новых предметов или улучшением имеющихся с помощью верстака. Также через «приготовление» определённых предметов на своей плите можно получить доступ к различным навыкам, но на любое полученное полезное умение придётся выбрать и вредное. Ночью игрок не может покинуть своё убежище и должен защищать его от вторжения возможных злоумышленников до утра. Планирование оборонительной стратегии является ключевым моментом, есть возможность расставлять ловушки и заграждать двери или окна.
Если игрок переживёт ночь, он получит репутацию у торговца, которую можно использовать для обмена на более дорогие предметы. Если игрок умрёт ночью, он проснётся на следующее утро без каких-либо бонусов. Если игрок умрёт во время поиска вещей, он потеряет половину своего инвентаря, который затем будет отмечен на карте для последующего сбора. Более высокие уровни сложности имеют более высокие штрафы за смерть, такие как потеря жизни или безвозвратная смерть.
Сюжетная линия формируется в зависимости от того, как игрок реагирует на запросы и действия NPC. Помощь разным персонажам приведёт к разным концовкам и иногда влияет на подсюжеты, относящиеся к нескольким другим NPC. Во второй главе действие игры переходит на другую карту, где появляются новые элементы игрового процесса и NPC, в то время как предыдущие регионы становятся заблокированными. В игре есть две разные основные концовки, причём сюжетная линия каждого персонажа определяется другими, более мелкими действиями.

## Синопсис

### Сеттинг и персонажи
Действие игры происходит в 1987 году где-то в Польше (на что указывают надписи на земле и вертолёт Ми-8 ВВС Польши) или где-то ещё в странах советского блока, когда таинственный лес занял большую часть земли и продолжает расширяться. Многие люди остались в ловушке леса, и странная чума разоряет выживших, убивая и заставляя жертв превращаться в монстров и мерзостей. Состоящая в основном из правительственных чиновников и солдат группа «Посторонние» была отправлена для исследования леса и создания укрытий и системы туннелей для входа и выхода из него, но к моменту начала игры большинство из них мертвы или были эвакуированы из зоны.

### Сюжет

#### Пролог
Доктор блуждает по лесу, поглотившем все тропы и убивающем живущих в нём зверей. Человек пессимистичен из-за своей неспособности лечить чуму, раздумывая над планом сбежать отсюда. Доктор просыпается в своём убежище и готовится начать искать в окрестностях бензин, во время поисков он находит раненого и потерявшего сознание после неизвестной аварии Странника. Обнаружив у него большой ключ, Доктор предполагает, что его спутник знает о том, как сбежать из леса. Он берёт его в плен, вводит успокоительное и избивает. Теперь фокус сюжета и управление переключаются на Незнакомца, который разрабатывает побег из дома Доктора. После потраченного на исследование помещений некоторого времени в коттедж врываются несколько монстров, и Незнакомец теряет сознание.

#### Глава 1
В кат-сцене подразумевается, что коттедж Доктора обнаружил Торговец, спасший Незнакомца и укрывший его в убежище на Сухом Луге. Незнакомец решает удостовериться, что в дом с помощью ключей не проникнет Доктор, для чего исследует подземный вход и находит дверь, которая не открывалась какое-то время. Чтобы найти Доктора, игрок может встать на сторону Человека-Волка или Музыканта или сделать это своими усилиями. Незнакомец находит Доктора в обломках поезда, и между ними происходит драка. Так или иначе игрок открывает дверь, в разных концовках судьба Доктора различна.

#### Глава 2
Через туннель Незнакомец выходит в болотную местность, после первой ночи он находит обезглавленный труп Торговца. Многие действия игрока в предыдущей главе оказывают влияние на развитие сюжета и в этой.
Незнакомец находит большое говорящее дерево, которое блокирует выход из леса и косвенно просит Незнакомца исследовать радиовышку. В то же время калека просит Незнакомца сжечь это дерево. Оба варианта развития событий позволяют достичь эпилога.

#### Эпилог
Незнакомец пробирается через лес и достигает города и своей старой квартиры, где ложится спать. Однако этот финал является иллюзией, и Незнакомец в конце концов находит растущие под половицей корни и дыру под своей кроватью.
Герой просыпается в заросшем корнями проходе, через который проникает в заполненную тысячами людей комнату, где находит спящее и бормочущее в блаженстве существо. Оно пытается соблазнить Незнакомца ощущением тепла и усталости, и при отсутствии сопротивления человек потеряет сознание и вернётся в квартиру в блаженстве и невежестве. При сопротивлении Незнакомец найдёт огнемёт и сожжёт с собой не только существо и его окружение, но и большую часть леса. Своим самопожертвованием Незнакомец позволяет военным отправиться в лес и спасти оставшихся там людей. В обеих концовках появляются текстовые блоки с подробным описанием судьбы каждого персонажа, на которых могли повлиять действия игрока во время игры.

## Разработка
Игровой трейлер был опубликован на YouTube 5 марта 2013 года. 11 марта была создана страница на Steam Greenlight, в следующих месяцах была запущена кампания по финансированию проекта на краудфандинговом сайте Indiegogo, которая помогла собрать 57 тыс. долл. (целью были 40 тыс. долл.).
24 июля 2014 была представлена альфа-версия игры, 6 июня 2017 года вышла бета-версия. Игра вышла 18 августа 2017 года.
25 августа разработчики опубликовали на Imgur историю создания своего проекта и выпустили торрент с игрой, предложив игрокам купить игру, если она им понравится.
22 января 2018 года был выпущен патч 1.2, добавляющий созданный сообществом игроков перевод на бразильский португальский, немецкий и испанский языки. В мае 2019 года вышла версия игры для Nintendo Switch, вышедший 7 августа патч 1.3 исправлял ряд багов, добавлял оптимизацию и локализацию на венгерском, итальянском, простом китайском и турецком языках.

Разработчики вдохновлялись славянским фольклором, работами Дэвида Линча, братьев Стругацких и Станислава Лема, а также играми Fallout, Dark Souls, Project Zomboid, Teleglitch. В то же время ряд игроков нашёл ряд сходных моментов в игре с произведениями Говарда Лавкрафта, с которыми разработчики не были знакомы.

## Отзывы критиков
| Сводный рейтинг | Сводный рейтинг                                |
| Агрегатор       | Оценка                                         |
| --------------- | ---------------------------------------------- |
| GameRankings    | 77,50 %                                        |
| Metacritic      | PC: 80/100 NS: 74/100 PS4: 80/100 XONE: 80/100 |

Игра получала доброжелательную критику до и после своего выхода. Основанный на 16 обзорах рейтинг игры на сайте агрегатора рецензий Metacritic составляет 80 из 100 баллов, она была включена в составленный изданием «топ-100 лучших компьютерных игр 2017 года».
В 2018 году игра была номинирована на премию SXSW Gaming Awards в категории «Most Fulfilling Community-Funded Game».
Летом 2018 года, благодаря уязвимости в защите Steam Web API, стало известно, что точное количество пользователей сервиса Steam, которые играли в игру хотя бы один раз, составляет 171 170 человек.